# Drättaduk
Drättaduk (möjligen drättduk) är bildat ur ordet draga och syftar på att tygernas användningsområde var att "dragas" i stugan i ordets ursprungliga betydelse, att klä eller drapera. Drätten är en variant av bonadstraditionen i övriga Sverige.
Drättadukar användes främst i Skåne, Halland och Blekinge för att pryda stugorna i samband med helger eller högtider. Drättarna hade en långsmal form, men kunde i Skåne vara ett par meter i breda. I Blekinge kallas drättarna för hängkläden, och kunde vara ända till tio meter långa. Mönstret var vanligen i blått, även rött, och sparsamt grönt och gult ull-, lin- eller senanre bomullsgarn och vävdes i upphämta eller dukagång på vit botten. I Blekinge kunde hängklädena även broderas.
Dukagångsdrätt är en drätt vävd i dukagång, dessa förekommer i stort sett endast i Ingelstads och Färs häradarer. I Halland, Småland och Blekinge vävdes drättarna i opphämta.
Dragen stuga är begreppet för hur rum fordom kläddes med bonader och tyger längs hela väggarna. Tygerna kunde vara enklare vävnader eller broderade, ofta med frans. Olika format hade olika namn, som drätt, dragduk, hängkläde. Mellan vävnaderna flätades tygerna samman. Traditionen har förhistoriska anor.